# Leboumbi-Leyou
Leboumbi-Leyou är ett departement i Gabon. Det ligger i provinsen Haut-Ogooué, i den centrala delen av landet, 500 km sydost om huvudstaden Libreville. Antalet invånare är 64 569.